# Arròs de conill
L'arròs de conill és un arròs molt tradicional cuit típicament a la cassola, tot i que de vegades es fa en paella, amb sofregit i sovint amb alguna verdura verda o bolets de temporada, que poden ser pèsols, carxofes, espàrrecs verds, moixernons o trompetes de mort.